# ایرشاد
ایرشاد (به لاتین: Irshat) یک منطقهٔ مسکونی در روسیه است که در باشقیرستان واقع شده‌است.